# Elachura formosa
Elachura formosa е вид птица от семейство Elachuridae, единствен представител на род Elachura.

## Разпространение
Видът е разпространен в Бангладеш, Бутан, Виетнам, Индия, Китай, Лаос, Мианмар и Непал.